# Elisabeth Geday
Elisabeth Geday (født 30. november 1965) var medlem af Folketinget for Det Radikale Venstre i perioden 2005-2007.
Elisabeth Geday er uddannet cand.scient.pol.. Hun bor i Virum, er gift og har tre børn.

## Eksterne links
- Personlig hjemmeside Arkiveret 6. marts 2005 hos  Wayback Machine